# قریشی شیرازی
قریشی شیرازی یا نورالدین محمد بن عبدالله شیرازی، معروف به نورالدین محمد شیرازی پزشک و ادیب و نویسنده ی ایرانی‌تبار و فارسی‌زبان در شبه قارهٔ هند در قرن یازدهم هجری قمری است. آثار وی در زمینهٔ طب می‌باشد از جملهٔ آثار وی الفاظ االدویه، طب داراشکوهی، قسطاس االطب می‌توان نام برد.

## آثار
او بیشتر به خاطر نوشتن خلاصه ارزشمند خود از کتابهای پزشکی یونانی و هندی و نام گذاری آن تحت عنوان طب داراشکوهی و تقدیم آن به محمد داراشکوه معروف است.
کتاب دیگر وی قسطاس الطب میباشد، این کتاب نثری ساده دارد و شامل اصطلاحات پزشکی و نام حکما و لغات فن پزشکی فارسی، عربی، یونانی و هندی است که در سال ۱۰۴۰ قمری بهِ نام خانه زاد خان بن مهابت خان، در هند نوشته شده است.
او همچنین در سال ۱۶۲۸ میلادی لغت نامه فارسی داروشناسی به نام الفاظ الادویه را که به خود شاه جهان تقدیم کرده بود، تألیف کرد که کتابخانه ملی پزشکی ایالات متحده آمریکا نسخه ای از آن را دارد.